# 부수언
부수언(夫守彦, 1938년~)은 대한민국의 디자이너·서울대학교 명예교수이다. 

## 약력
- 1957 – 1961년 서울대학교 응용미술과
- 1974 – 1977년 국민대학교 조형학부 조교수
- 1977 – 2004년 서울대학교 교수
- 1998 – 1999년서울대학교 미술대학 학장

## 수상
- 1967년 제4회 조일광고상 대상
- 1968년 제3회 대한민국상공미전 특선
- 1969년 제4회 대한민국상공미전 대통령상
- 2014년 제3대 디자이너 명예의 전당 헌액

## 디자인개발
- 1964 – 1968년 한일약품공업주식회사 디자인
- 1975년 휴대용 전자계산기 디자인(민성전자)
- 1980년 한국전자박람회 금성통신관 디자인
- 1984년 VTR 디자인(삼성전자)
- 1985년 Televideo 디자인(삼성전자)
- 1985년 ‘86 아시안게임 사인 시스템 디자인
- 1987년 ‘88서울올림픽 환경장식 및 사인 시스템 디자인
- 1987년 무선 전화기 디자인(금성통신)
- 1990년 카오디오 디자인(아남전자)
- 1991년 서울대학교 관악캠퍼스 사인 시스템 디자인
- 1996년 Correction Tape 디자인(삼보실업)

## 디자인관련단체
- 1973 – 1977년 대한민국산업디자인전 심사위원
- 1978년 한국인더스트리얼 디자이너협회 회장
- 1985년 대한민국 산업디자인전 심사위원
- 1985년 서울시 건축지도과 디자인자문위원
- 1986년 국립중앙도서관 시축공사 디자인 자문위원
- 1986년 금성국제디자인 공모전 심사위원
- 1986 – 1991년 Good Design 선정 심사위원
- 1992년 대한민국 산업디자인전 심사위원
- 1994 – 1998년 한국산업디자이너협회(KAID) 회장
- 1999년 인천도시철도디자인 자문위원
- 2000년 88서울올림픽 기념관 설치 설계공모 심사위원
- 2000년 서울올림픽회관 정문 조형물공모 심사위원
- 2000년 한국산업디자인상 심사위원
- 2002년 한국산업디자인상 심사위원